# Immunofenotipizzazione
L'immunofenotipizzazione è il processo di classificazione di cellule o linee cellulari basata su differenze strutturali e funzionali, attraverso un insieme di metodi di  riconoscimento, quantificazione e localizzazione per mezzo di reagenti immunologici.
Può essere effettuata su campioni cellulari provenienti da tessuti biologici diversi: sangue periferico, midollo osseo, linfonodi, milza, liquor, versamenti cavitari, peritoneali, pleurici etc.
L'immunofenotipizzazione può essere utilizzata nella diagnostica immunologica o oncologica o nelle ricerche sui processi di differenziazione e proliferazione cellulare.
Le principali tecniche analitiche sono: l’immunoistochimica, l’immunocitochimica e la citofluorimetria.
Quest'ultima, in particolare, permette di identificare gli antigeni di superficie, citoplasmatici o nucleari, per mezzo di anticorpi monoclonali coniugati con fluorocromi.
Di ampio utilizzo la identificazione e conta di alcuni marcatori tumorali, proteine e glicoproteine espressione di stadi differenziativi o funzionali che possono indicare l'origine della neoplasia.